# NGC 1313
NGC 1313 es una galaxia espiral barrada localizada en la constelación de Reticulum.

## Descripción física
Es una galaxia espiral barrada tardía (SBd) con un núcleo pequeño y brillante y una estructura bastante asimétrica. Se encuentra en un estado de transición entre las galaxias espirales barradas (SB) y las galaxias irregulares magallánicas (Irr I). Presenta una fuerte emisión de ondas de radio y formación estelar en las regiones con mayor brillo superficial de sus barras.

## Enlaces externos

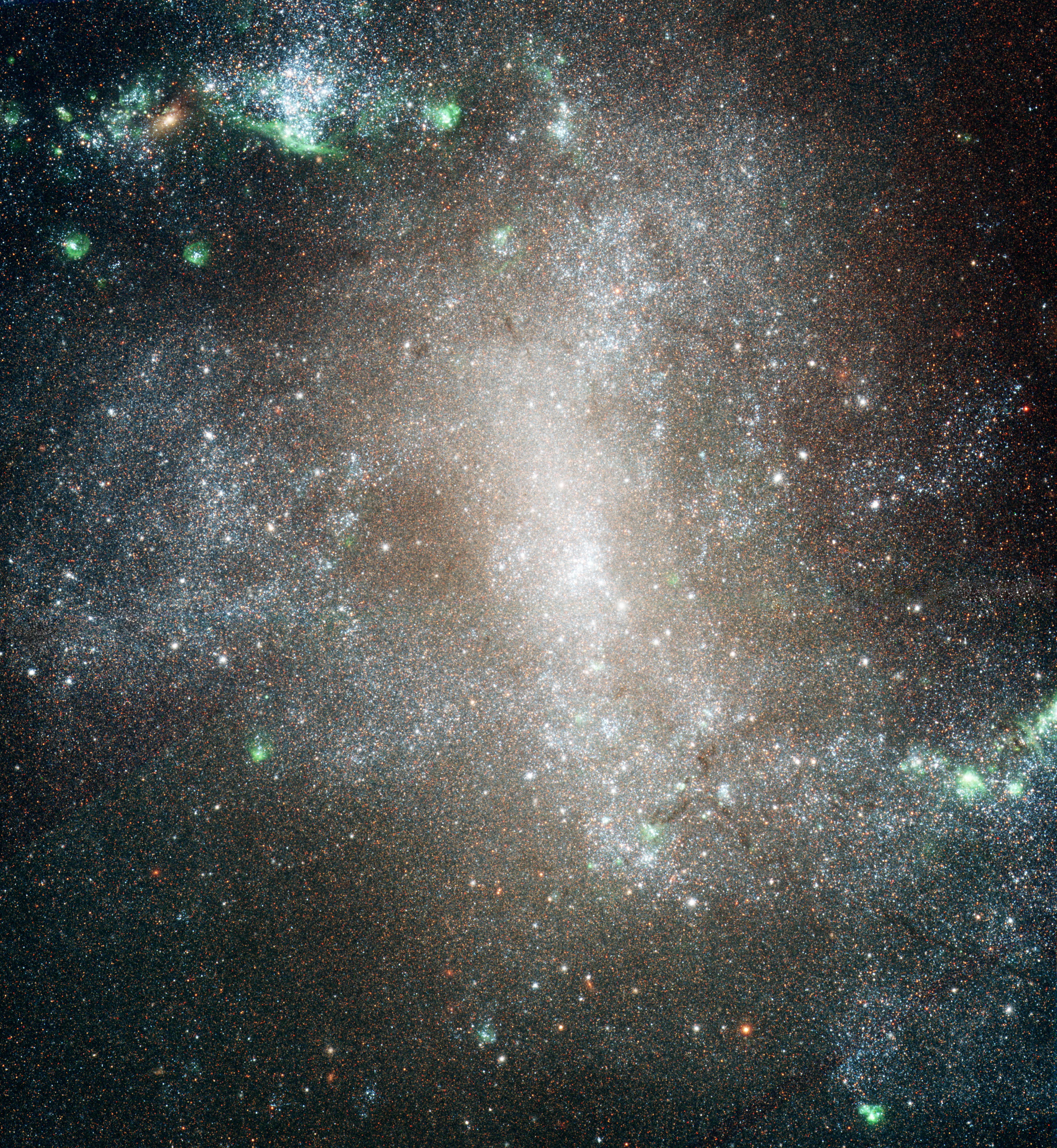
Región central de la galaxia NGC 1313 tomada por el Telescopio Espacial Hubble.